# Basolecte, acrolecte i mesolecte
Els termes basolecte, acrolecte i mesolecte van ser utilitzats per William Stewart el 1965 per primera vegada quan va analitzar les formes que prenia el llenguatge crioll i les grans diferències que tenien amb la llengua original a causa de la forma en què derivava aquesta. A la dècada dels 70 Dereck Bickerton va popularitzar els termes per referir-se a l'alternança de codi utilitzada per molts parlants de llengües criolles que també tenien certa fluïdesa en l'estàndard de la llengua colonitzadora.
Un basolecte crioll mostra una estructura totalment diferent de la llengua colonitzadora i genera dues varietats que són inintel·ligibles entre elles com per exemple el jamaicà crioll de l'anglès. El basolecte no obstant és un sistema en ell mateix i s'utilitza com a llengua vernacla. Sota certes condicions sorgeixen altres varietats que són intermèdies entre el basolecte crioll i la llengua colonitzadora. La varietat dins del crioll continu que es més propera a la llengua colonitzadora i té més prestigi s'anomena acrolecte. Mesolecte és un terme que engloba tot l'espectre de varietats intermèdies entre el basolecte i l'acrolecte.
El lingüista Salikoko Mufwene de la Universitat de Chicago explica el fenomen de la basolectització lluny de la norma, sovint europea, com l'idioma entre una població europea i una no europea mixta.

## Acrolecte
Un acrolecte és la llengua dominant en una situació de llengües en contacte. També és la varietat lingüística pròpia de les classes altes i en els processos de formació del crioll és la varietat lingüística més propera a la llengua dels colonitzadors i per aquest motiu és la que es considera més prestigiosa.

## Basolecte
Un basolecte és la varietat social parlada pels grups socials empobrits culturalment. En una comunitat amb llengua criolla és la varietat lingüística més allunyada de la llengua font dels colonitzadors europeus, per aquest motiu és la que té un menor prestigi.

## Mesolecte
Varietat lingüística pròpia de les classes intermèdies. Són varietats lingüístiques amb no gaire prestigi però no són desprestigiades dins de les comunitats que compten amb llengua criolla.